# Sebastián Beccacece
Sebastián Andrés Beccacece (Rosario, 17 dicembre 1980) è un allenatore di calcio ed ex calciatore argentino, di ruolo difensore, attuale commissario tecnico della nazionale ecuadoriana.

## Carriera
Da calciatore militò nei dilettanti del Juan XXIII nel ruolo di difensore dal 1995 al 2001.
Abbandonata la carriera agonistica, iniziò molto precocemente ad allenare, entrando nelle vesti di tecnico nel settore giovanile del Newell's Old Boys nel 2001. Dal 2003 ha lavorato come assistente di Jorge Sampaoli seguendolo nel suo peregrinare per il Sud America. Nel 2010, pur avendo la possibilità di diventare l'assistente di Marcelo Bielsa come suo assistente per la nazionale cilena, rifiutò per continuare a collaborare con Sampaoli, affiancandolo quando questi assunse, nel 2011, la guida dell'Universidad de Chile. Dal 2013 al 2015 affiancò Sampaoli anche alla guida della nazionale cilena.
Nel 2016 debuttò come primo allenatore, all'Universidad de Chile, dove arrivò l'11 gennaio in sostituzione di Martín Lasarte. Rimane fino a settembre, con scarsi risultati.
Nel 2017 divenne assistente di Sampaoli, nominato commissario tecnico della nazionale argentina.
Il 6 luglio 2018 fu nominato nuovo allenatore del Defensa y Justicia, con cui lottò per il titolo argentino prima di chiudere il campionato al secondo posto.
Il 7 giugno 2019 fu ingaggiato dall'Independiente, con cui firmò per una stagione. Il 26 ottobre rescisse il contratto di comune accordo con la dirigenza.
Il 31 dicembre 2019 fu nominato allenatore del Racing Club. Dopo le prime dieci partite riuscì a portare il Racing al terzo posto in campionato, chiudendolo con la qualificazione alla Coppa Libertadores. Dopo l'eliminazione ai quarti di finale di Libertadores, si dimise il 26 dicembre 2020, con un bilancio di 11 vittorie, 7 pareggi e 8 sconfitte in tutte le competizioni.
Il 15 febbraio 2021 torna sulla panchina del Defensa y Justicia. Due mesi più tardi vince il primo titolo da allenatore, battendo ai tiri di rigore il Palmeiras nella Recopa Sudamericana.

## Palmarès

### Allenatore
- Recopa Sudamericana: 1

Defensa y Justicia: 2021